# Albert-Wolfgang de Hohenlohe-Langenbourg
Albert-Wolfgang, comte de Hohenlohe-Langenbourg (né le 6 juillet 1659 à Langenburg; décédé le 17 avril 1715 à Langenbourg) est le fils aîné du comte Henri-Frédéric de Hohenlohe-Langenbourg (1625-1699) et de sa seconde épouse, la comtesse Julienne Dorothée de Castell-Remlingen (1640-1706).
Il est à la tête de la Maison de Hohenlohe-Langenbourg et introduit la primogéniture en 1699. Cela signifie que le fils aîné hérite de la totalité du comté, et le plus jeune fils ne peut hériter que si les aînés meurent sans enfants. À partir de là, les fils cadets sont orientés vers les carrières militaires.

## Mariage et descendance
Le 22 août 1686, il épouse la comtesse Sophie-Amélie de Nassau-Sarrebruck (1666-1736), fille du comte Gustave-Adolphe de Nassau-Sarrebruck. Ils ont les enfants suivants:
- Éléonore Julienne (1687-1701)
- Frédéric-Louis (1688-1688)
- Sophie-Charlotte (1690-1691)
- Philippe (1692-1699)
- Christiane (1693-1695)
- Louis de Hohenlohe-Langenbourg (1696-1765), marié à la comtesse Éléonore de Nassau-Sarrebruck (1707-1769)
- Charlotte (1697-1743)
- Christian (1699-1719)
- Albertine (1701-1773), mariée à Philippe-Henri de Hohenlohe-Ingelfingen (1702-1781)
- Sophie Frédérique (1702-1734)
- Henriette (1704-1709)
- Charles-Frédéric (1706-1718)